# Kalmar missionsförsamling
Kalmar missionsförsamling, församling i Kalmar ansluten till dåvarande Svenska missionsförbundet. Den grundades under 1880-talet och sammanslogs år 1982 med Elim-församlingen i Kalmar och bildade Västerportkyrkans ekumeniska församling. Församlingen hade sina lokaler på Strömgatan.
1889 portförbjöds August Andersson från församlingen, då de inte kunde acceptera hans mustiga berättelser.